# Fiat 125
Fiat 125 — итальянский автомобиль среднего класса, представленный Fiat в 1967 году.
Fiat 125 представлял собой комбинацию платформы и ходовой части длиннобазного варианта модели Fiat 1500 с внешними кузовными панелями, отчасти унифицированными с Fiat 124, отчасти выполненными в аналогичном этой модели стиле. По сравнению со «124-м», он имел увеличенную на восемь с небольшим сантиметров колёсную базу и, соответственно, более просторный и комфортабельный салон. Любопытно, что двери этих автомобилей были при этом унифицированы между собой, а разница в колёсной базе скомпенсирована за счёт выноса заднего пассажирского сиденья назад, без изменения геометрии проёмов дверей, что позволило существенно сэкономить на производственной оснастке.
Силовой агрегат (1608 см³, 90 л. с., два верхних распредвала) также был позаимствован у модели «124» в одной из верхних комплектаций. Наряду с такими прогрессивными решениями в конструкции, модель отличалась и рядом архаичных черт — например, задняя подвеска была выполнена на листовых рессорах. Несмотря на это, а также широкую унификацию с устаревшим «Фиат-1500», оригинальный Fiat 125 позиционировался в качестве достаточно высококлассного автомобиля со спортивным духом.
В следующем, 1968 году появилась модификация Fiat 125S (Special — «Спечьяль»). Она была оборудована тем же двигателем, что и базовая модификация, но повышенной до 100 л. с. мощности. Этот мотор агрегатировался с 5-ступенчатой ручной коробкой передач. Кроме того, была улучшена отделка салона и слегка изменён внешний вид автомобиля.
В 1970 году была подготовлена вторая серия 125 Special (Special seconda serie), которая отличалась изменённой передней и задней оптикой. Фары и фонари стали шире, немного «расширив» автомобиль внешне. В салоне изменилась обивка сидений и появились деревянные вставки. Также, в качестве опций к модели стал предлагаться 3-х ступенчатый автомат и кондиционер.
Когда при подписании договора о постройке АвтоВАЗ-а встал вопрос о создании автомобиля для выпуска в СССР, итальянской стороной были предложены уже освоенные модели Fiat 124 и Fiat 125, однако советская делегация потребовала обеспечить более высокую унификацию между обоими автомобилями, вследствие чего были начаты работы по проекту Fiat 124 повышенной комфортабельности с внешним оформлением в духе Fiat 125, которые вылились в появление сразу двух родственных моделей — Fiat 124 Special и ВАЗ-2103. Лицензия же на выпуск локализованного варианта «125-й» модели (с рядом существенных изменений в конструкции) была продана итальянской стороной полякам.

Вследствие этого в Польше (ПНР) на заводе FSO по лицензии выпускалась версия Polski Fiat 125p, а позднее, уже безо всякой лицензии — FSO 125p. Она отличалась от оригинального «125-го» нижневальным мотором и 4-ступенчатой трансмиссией с переключением на рулевой колонке (впоследствии заменённой на пятиступенчатую с напольным). Выпуск этого автомобиля продолжался в общей сложности до 1991 года.
Вариант глубокой модернизации, выполненный всё на тех же агрегатах, но с полностью иным кузовом типа «хетчбэк», имел самостоятельное обозначение — FSO Polonez, и выпускался до 2002 года с многочисленными рестайлингами.
Помимо Польши, сборка Fiat 125 в различных количествах и с различной степенью локализации производилась также в Югославии, Египте, Аргентине, Колумбии и Марокко.